# La Bouche
La Bouche (рус. Ля Буш) — немецко-американский дуэт, наиболее известный танцевальными хитами «Be My Lover», Sweet Dreams, You Won't Forget Me и Fallin' In Love.
Дуэт La Bouche был создан в 1994 году немецким продюсером Франком Фарианом во Франкфурте-на-Майне, Германия. Диджей Улли Бреннер и продюсер Амир Сараф работали над музыкой, в то время как американская певица Мелани Торнтон и американский рэпер Лейн Маккрей выступали в качестве вокалистов. Торнтон покинула La Bouche в 2000 году, продолжив свою карьеру сольной певицы.
24 ноября 2001 года Торнтон погибла в авиакатастрофе рейса 3597 авиакомпании Crossair в Цюрихе, Швейцария. В качестве дани уважения певице, Фариан в 2002 году выпустил «In Your Life», неизданную песню, записанную ранее с Торнтон и Маккреем. Позже Фариан решил выпустить сборник с ремиксами самых известных хитов Торнтон времен La Bouche.
Маккрей продолжает гастролировать по миру под именем La Bouche.

## История
La Bouche — проект знаменитого немецкого продюсера Фрэнка Фариана. В его первоначальный состав вошли американцы Мелани Торнтон (англ. Melanie Thornton) и Лэйн МакКрэй (англ. Lane McCray).
Первый сингл с дебютного альбома Sweet Dreams в 1994 году поднялся до 13 места в США в рейтинге Billboard Hot 100 и до 1 места в рейтинге танцевальной музыки US Dance Chart.
Второй сингл, выпущенный в 1995 году, Be My Lover, оказался в десятке лучших на территории 14 стран, из них на первом месте в Германии, и на шестом в США (В чарте US Billboard Hot 100). Он также достиг 27-го места в 1995 году и 25-го места в 1996 году в UK Singles Chart, когда был переиздан в том же году и заслужил награду ASCAP «как самая исполняемая песня Америки».
Первый альбом группы под названием Sweet Dreams стал пятикратно платиновым и девятикратно золотым по всему миру. Далее последовал выпуск компиляционного альбома с ремиксами лучших треков La Bouche «All Mixed Up» 1996. Третий, и последний, альбом S.O.S., в Европе известный под названием A Moment of Love, был выпущен в 1998 году. На нём была опубликована получившая известность композиция с сингла You Won’t Forget Me. В европейскую версию альбома S.O.S. был включён бонус-трек с госпел - кавером хита Элтона Джона Candle In The Wind («Свеча на ветру»), где солировала Мелани, а бэк-вокал исполняли артисты других проектов Фрэнка Фариана (в том числе No Mercy). Все средства от продажи композиции были перечислены в благотворительный фонд Матери Терезы в Индии.

### Мелани Торнтон уходит из группы
В 2000 году Мелани Торнтон покинула группу, чтобы начать сольную карьеру. Её место заняла Наташа Райт (англ. Natasha Wright), и в апреле того же года был записан сингл All I Want (рус. Всё, что я хочу). Синглу и предстоящему альбому предрекали удачное будущее. На стильный драйв песни обратили внимание даже PR-агенты компании «Мицубиси моторс» и сделали All I Want рекламным слоганом для продвижения новой модели внедорожника Mitsubishi Pajero. Новый трек La Bouche сопровождал и одноимённый телевизионный ролик Мицубиси. Однако сам сингл La Bouche плохо продвигался по причине конфликта Фрэнка Фариана и его компании-дистрибьютера BMG. В результате проект был фактически «заморожен». Наташа Райт уходит из группы. Тем временем песня Мелани Love How You Love Me завоёвывала чарты, и певица готовилась к выпуску Wonderful Dream (Holidays Are Coming) по заказу Coca Cola.
Трагедия настигла Мелани во время активного промоушена новой версии альбома Ready to Fly (его первая версия была выпущена в апреле 2001 года). 24 ноября 2001 года самолёт компании CrossAir, на котором летела в Цюрих Мелани Торнтон, потерпел крушение. В неблагоприятных погодных условиях лайнер стал заходить на посадку, однако экипаж не справился с управлением, и самолёт, задев верхушки деревьев, упал в лесном массиве на склоне горы, не дотянув до аэропорта считанные километры, но несколько человек были спасены. В последнем телеинтервью для одного из немецких каналов, перед вылетом в Цюрих, Мелани сказала: «Никогда нельзя предугадать, что ждёт тебя завтра. Поэтому я стараюсь прожить каждый день так, словно он последний в жизни…».
Альбомы La Bouche и сольные записи Мелани Торнтон до сих пор остаются популярными. Песни регулярно переиздаются и ремикшируются.
В апреле 2002 Фрэнк Фариан собрал лучшие композиции La Bouche и сольные работы Мелани в коллекцию лучших песен The Best of La Bouche [feat. Melanie Thornton]. Этот CD уже выдержал несколько переизданий на MCI/BMG и MCI/Sony BMG (в 2002, 2006 и 2007 годах).

### В память о Мелани
Спустя год после гибели Мелани, в ноябре 2002 г., был подготовлен к выпуску трибютный сингл, In Your Life, записанный в студии Фрэнка Фариана, но не изданный ранее. Затем трек был перезаписан ещё раз с вокалом Кайо Шикони, бывшей солистки группы Le Click, которая была «родственницей» дуэта La Bouche, поскольку курировалась той же продюсерской группой. Сингл с вокалом Мелани Торнтон был выпущен в 2002 г., в США — в 2003 г. Сингл попал в клубный чарт U.S. Billboard Hot 10, а кроме того, попал в десятку лучших Dance Radio Airplay. Джастин Тимберлейк, Кайо Шикони и Лэйн Маккрей исполнили эту песню на клубной сцене, там же выступили Coolio и Дженнифер Лопес. Впрочем, компания, выпускавшая сингл на американский рынок, Logic Records, вскоре после этого закрылась. Сейчас права на издание записей Le Click/La Bouche/Melanie Thornton принадлежат компании Фрэнка Фариана MCI и её дистрибютеру Sony Music. Сопровождение копирайта осуществляет Sony ATV.
Туры La Bouche с участием Кайо Шикони и Лэйна МакКрэя продолжились, но никаких сведений о выпуске нового материала пока нет. В 2004 году Согласно некоторым данным, третий альбом был записан с участием Наташи Райт (Natasha Wright), однако после трагической смерти Мелани Торнтон выпуск диска La Bouche был остановлен. Известно также, что в фонотеке компании Фариана хранится целый ряд невыпущенных записей La Bouche с вокалом Мелани Торнтон (в том числе записанные для рождественского альбома, который не был выпущен). Будут ли они когда-нибудь изданы на CD, пока неизвестно. В 2007 году солисткой La Bouche стала американская певица Дана Райн (Dana Rayne). Дуэт совершил целый ряд клубных турне в Европе. Летом 2009 года La Bouche предприняли весьма удачный клубный тур в Чили. В странах Латинской Америки команда до сих пор популярна.
В 2010—2012 годах дуэт принял участие в нескольких крупных фестивалях музыки 90-х, в том числе в США, России и ОАЭ (Объединённые Арабские Эмираты). В 2013 году Дана Райн уходит из группы.
В 2014 году, после возвращения Лэйна МаКрэя из США в Германию, где он запустил свой новый сольный проект, стало известно, что дуэт La Bouche также будет воссоздан в одной из «классических» реинкарнаций. Шведка Kayo Shekoni снова заняла место солистки, после чего группа возобновила концертную деятельность, приняв участие в фестивалях музыки 90-х в нескольких европейских странах. В 2015 году Кайо Шикони уходит из группы. Также появилась информация, что, вероятно, будет выпущен новый материал под маркой La Bouche в течение 2015 года, а курировать проект снова будет Фрэнк Фариан.
В сентябре 2006 года в Лондоне состоялась премьера мюзикла Фрэнка Фариана Daddy Cool , который основан на композициях из бэк-каталога продюсера. В мюзикл вошли 3 песни La Bouche — Be My Lover, Sweet Dreams и Where Do You Go. В 2007 году мюзикл был показан в Берлине в специально построенном гигантском мобильном театре Boney M. Theater Palast (самое большое из подобных сооружений в Европе). В 2011—2012 гг. новая версия этого шоу была показана во время полугодичного турне «Daddy Cool» в Нидерландах (Голландия), а летом 2012 на международном островном курорте Мальорка (Испания).
Премьера мюзикла в Швейцарии состоялась в ноябре 2015 года, а с февраля по июнь 2017 последовал большой гастрольный тур Daddy Cool по Германии и Австрии. 
В 2015 году Маккрей пригласил венгерскую певицу Софи Кайро (Sophie Cairo) выступать в качестве вокалистки группы La Bouche. В 2017 году был выпущен новый официальный ремикс под названием «Sweet Dreams 2017»  с вокалом Кайро. Также группой записано несколько синглов, в 2018 году «Night After Night», и в 2020 году «One Night In Heaven». В 2021 году Софи Кайро взяла паузу, а для участия в живых выступлениях, до конца года в группу вернулась Дана Райн. В 2022 году новой солисткой La Bouche стала американская певица Белл Джонсон.

## Дискография

### Альбомы
| Sweet Dreams                                  | - Дата релиза: 12 июня 1995 - Лейбл: MCI - Формат: CD  | 10 | 9 | 2  | 41 | 26 | 6 | 29 | 2  | 28  | - RIAA: Платиновый - ARIA: Платиновый - BVMI: Золотой - MC: Золотой - SNEP: Золотой - IFPI FIN: Золотой - IFPI SWI: Золотой | Дебютный студийный альбом La Bouche. Этот альбом включает синглы Sweet Dreams (Ola Ola E), Be My Lover, Fallin' in Love и I Love to Love |
| S.O.S.                                        | - Дата релиза: 16 июня, 1998 - Лейбл: MCI - Формат: CD | —  | — | 21 | —  | —  | — | —  | 40 | 194 | — | Второй и последний студийный альбом La Bouche с Торнтон в качестве ведущей вокалистки.                                                   |
| "—" denotes studio albums that did not chart. |                                                        |    |   |    |    |    |   |    |    |     | | |

### Ремиксы
- 1996: All Mixed Up (Remix Album)

### Сборники
- 2002: Best of (Credited as "La Bouche feat. Melanie Thornton") (May 21, 2002)
- 2007: Greatest Hits (April 2, 2007)

### Синглы
| Год                                     | Сингл                        | Позиция | Позиция | Позиция | Позиция | Позиция | Позиция | Позиция | Позиция | Позиция | Позиция | Позиция | Сертификация (sales threshold)                                                            | Альбом           |
| Год                                     | Сингл                        | GER     | AUS     | AUT     | FIN     | FRA     | ITA     | NED     | SWI     | SWE     | UK      | US      | Сертификация (sales threshold)                                                            | Альбом           |
| --------------------------------------- | ---------------------------- | ------- | ------- | ------- | ------- | ------- | ------- | ------- | ------- | ------- | ------- | ------- | ----------------------------------------------------------------------------------------- | ---------------- |
| 1994                                    | Sweet Dreams                 | 8       | 8       | 3       | 15      | 32      | 1       | 31      | 5       | 13      | 63      | 13      | - ARIA: Золотой - BVMI: Золотой                                                           | Sweet Dreams     |
| 1995                                    | Be My Lover                  | 1       | 2       | 3       | 18      | 7       | 1       | 1       | 5       | 1       | 27      | 6       | - ARIA: Платиновый - IFPI AUT: Золотой - SNEP: Серебряный - BVMI: Золотой - RIAA: Золотой | Sweet Dreams     |
| 1995                                    | Fallin' in Love              | 13      | —       | 13      | 39      | 19      | 13      | —       | 19      | 13      | 43      | -       |                                                                                           | Sweet Dreams     |
| 1995                                    | I Love to Love               | 21      | 6       | 19      | 27      | -       | 19      | 30      | 42      | -       | -       | -       | - ARIA: Золотой                                                                           | Sweet Dreams     |
| 1996                                    | Forget Me Nots               | —       | —       | —       | —       | —       | —       | —       | —       | —       | —       | —       |                                                                                           | Sweet Dreams     |
| 1996                                    | Bolingo (Love Is in the Air) | 26      | —       | -       | —       | 23      | 19      | —       | 15      | 15      | —       | —       |                                                                                           | S.O.S.           |
| 1997                                    | You Won't Forget Me          | 29      | 80      | -       | 80      | 24      |         | —       | —       | 18      | 28      | 48      |                                                                                           | S.O.S.           |
| 1998                                    | A Moment of Love             | 100     | —       | -       | —       | —       | —       | —       | —       | 18      | —       | —       |                                                                                           | S.O.S.           |
| 1999                                    | S.O.S.                       | 78      | —       | -       | —       | —       | —       | —       | —       | —       | —       | —       |                                                                                           | S.O.S.           |
| 2000                                    | All I Want                   | —       | —       | —       | —       | —       | —       | —       | —       | —       | —       | —       |                                                                                           | Non-Album Single |
| 2002                                    | In Your Life                 | —       | —       | —       | —       | —       | —       | —       | —       | —       | —       | 9       |                                                                                           | Best of          |
| 2017                                    | Sweet Dreams 2017            | 66      | __      | __      | __      | __      | __      | __      | __      | __      | __      | __      |                                                                                           |                  |
| 2018                                    | Night After Night            | 45      | __      | __      | __      | __      | __      | __      | __      | __      | __      | __      |                                                                                           |                  |
| 2020                                    | One Night In Heaven          | __      | __      | __      | __      | __      | __      | __      | __      | __      | __      | __      |                                                                                           |                  |
| "—" denotes singles that did not chart. |                              |         |         |         |         |         |         |         |         |         |         |         |                                                                                           |                  |